# Федір Проскура
Федір Проскура-Сущанський (д/н — 1647) — київський земський діяч, урядник часів Речі Посполитої.

## Життєпис
Походив з українського шляхетського роду Проскур власного гербу. Старший син Григорія Богдановича Проскури (тривалий час вважався помилково сином Богдана Проскури). Дата народження невідома, але 1608 року після смерті батька був єдиним повнолітнім серед родини. Ще у 1607 році був послом від Київського воєводства на сейм.
Взяв опіку над братами Миколою і Юрієм. Тривалий час особисто керував дідичиними володіннями. 1610 року почав майнові суперечки з Вишневецькими (спочатку Юрієм, потім Яремою) та Конецпольськими (Станіславом і Олександром), що висували претензії на дідицтво над Ворсклою. При цьому постійно вимушений був відбивати напади загонів позивачів на власні маєтки. Судові справи тягнулися до 1646 року, коли рішенням сеймового суду ворсклянське дідицтво було залишено за Проскурами.
Разом з тим здійснював поступову політику з повернення закладених родинних володінь. Вже 1613 року повернув дідицтво Сущани. У 1615 році обирається київським земським писарем. На цій посаді перебував понад 30 років, до самої смерті. Того ж року стає членом Київського Богоявленського братства. Сприяв відкриттю братської школи. У 1616 році після смерті брата Миколая здійснив поділ майна з іншим братом Юрієм. 1618 року обирається маршалком сеймику Київського воєводства.
У 1620-х роках втратив маєток Григорів та Товарівську волость, які було приєднано до королівщини в Канівському старостві. Лише на початку 1630-х років спільно з братом зумів повернути усі володіння. Водночас 1628 року придбав у Яна Єнича Лутаву в Остерському старостві. У 1627, 1629, 1631 роках обирається послом (делегатом) від Київського воєводства на сейми. 1627 року був депутатом Трибуналу Скарбниці Коронної в Радомі.
У 1630 році київська шляхта обрала його одним із кандидатів на підкоморія, але він не досяг посади. 1632 року стає депутатом на конвокаційний сейм, а 1633 року — коронаційний. 1632 року був одним з підписантів акту, за яким київська шляхта передавала маєток Київській братській школі за умови об'єднання зі школою Києво-Печерської лаври.
У 1634 році обирається чернігівським земським суддею (до 1636 року). В тому ж році почався конфлікт з Самійлом Лящем за Товарів, який зрештою продав у 1638 році Героніму Харленському. 1637 і 1638 року знову обирається депутатом на сейми. 1640 року призначено королівським секретарем.
Водночас, незважаючи на сеймовий вирок 1643 року, не зміг повернути собі родинний маєток Веприк, що ще за батька перебував в заставі у київського католицького єпископства. При цьому того ж року придбав у Родкевичів села Мартиновичі, Максимовичі та Кабани в Овруцькому повіті неподалік Чорнобиля. Помер у 1647 році.

## Родина
Дружина — Анастасія, донька Івана Гордійовича Микулинського
Діти:
- Іван (д/н—після 1674), київський підчаший
- Петро
- Феодора, дружина Григорія Трипольського